# 黄瓜汁

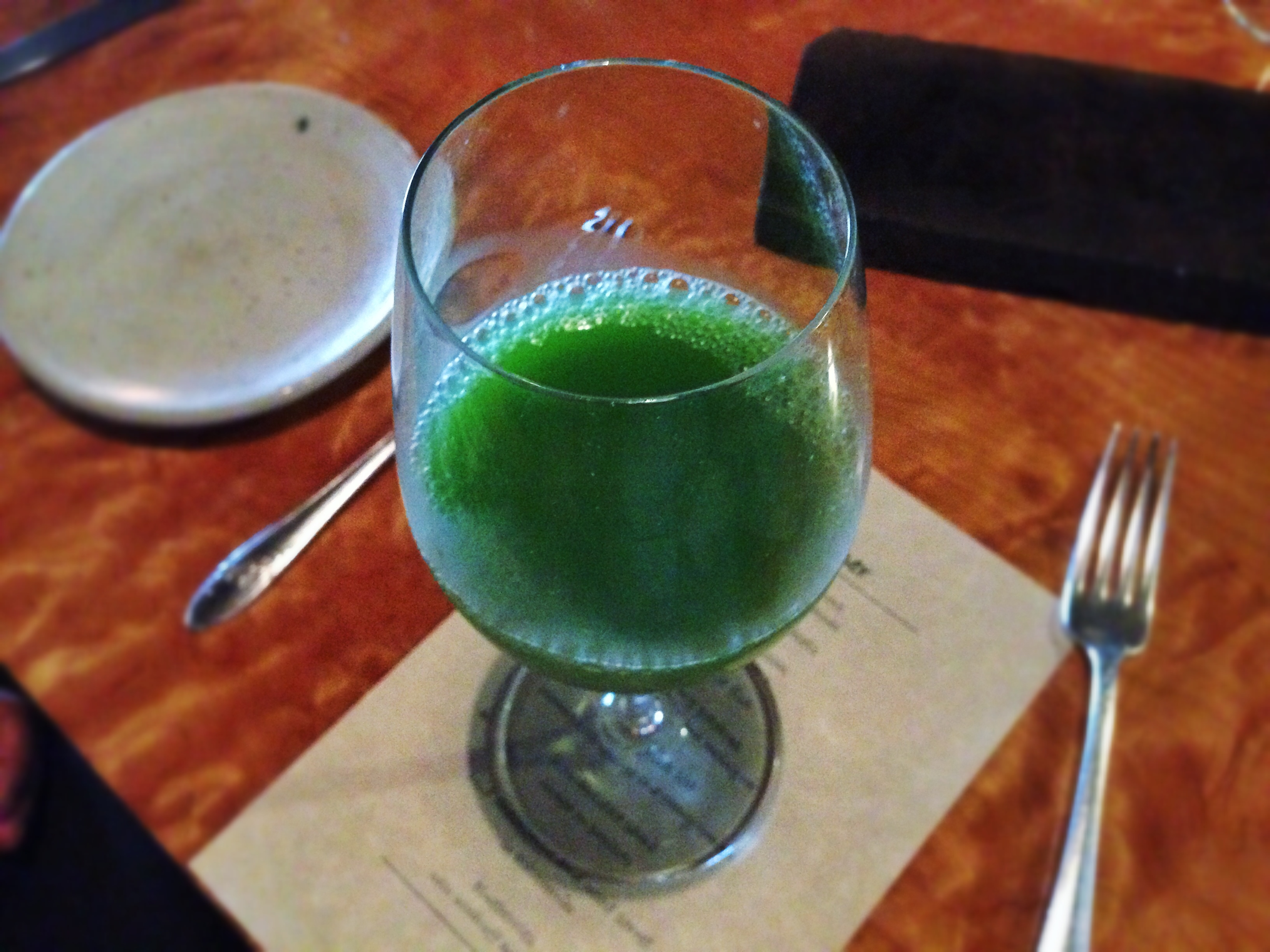
黄瓜汁

黄瓜汁是由黄瓜通过挤压或压榨制成的汁液。黄瓜含水量达百分之九十八。 
黄瓜汁用于饮料，如鸡尾酒（像是血玛丽）、菜肴（如黄瓜汤）、蘸酱和沙拉酱（例如绿色女神酱）。黄瓜汁含有大量的钾、维生素A和硅。此外还含有固醇。 
黄瓜汁用作化妆品、護膚品、肥皂、洗发水和乳液的成分，一些淡香水和香水亦加入了黄瓜汁。 
它在俄罗斯传统医学中被用于帮助医治呼吸道炎症和减少挥之不去的咳嗽。在其他传统中，它被用来缓解胃灼热和减少胃酸产出。对于皮肤，它被用于缓解烧伤和皮疹。黄瓜汁被认为可以去除木虱和鱼蛾。

## 延伸阅读
- Tremblay, Sylvie. . SFgate.com. April 16, 2015  [April 17, 2015]. （原始内容存档于2022-08-29）.
- Hui, Y.H.; Ghazala, S.; Graham, D.M.; Murrell, K.D.; Nip, W.K. . Food Science and Technology. Taylor & Francis. 2003: 190. ISBN 978-0-8247-5665-9.